# 24P/Schaumasse
La cometa Schaumasse, formalmente 24P/Schaumasse, è una cometa periodica del Sistema solare, appartenente alla famiglia delle comete gioviane e scoperta il 1º dicembre 1907 da Alexandre Schaumasse dall'Osservatorio della Costa Azzurra a Nizza, in Francia, come un oggetto della dodicesima magnitudine.
Per la fine del 1912 fu riconosciuto il suo comportamento periodico e fu calcolato un periodo orbitale di 7,1 anni, in seguito ricalcolato in 8 anni. Durante il ritorno del 1919 fu recuperata da Gaston Fayet dell'Osservatorio di Parigi, come un oggetto di magnitudine 10,5.
Nell'apparizione del 1927 la cometa ha raggiunto la dodicesima magnitudine, mentre il ritorno del 1935 non è stato osservato. Nel 1937 la cometa è transitata a 0,37 UA da Giove; l'incontro ha determinato un leggero incremento nel periodo orbitale.
Nel ritorno del 1943-1944 furono incontrate alcune difficoltà ad individuare la cometa. La cometa fu in seguito recuperata a 7° dalla posizione predetta, soggetta ad un'accelerazione non gravitazionale. Negli anni sessanta fu identificata la fonte dell'accelerazione nei getti di gas fuoriuscenti dal nucleo della cometa.
I ritorni della cometa nel 1968 e nel 1976 non furono osservati, e si ipotizzò che l'aumento in luminosità manifestato durante il 1952 potesse indicare un episodio che avrebbe poi condotto alla sua scomparsa. Tuttavia nel 1984 Elizabeth Roemer dell'Osservatorio Steward, in Arizona, trovò una immagine fotografica del 1976 in cui poteva essere identificata la cometa Schaumasse, purché si ammettesse una variazione della data del perielio. Nello stesso anno, la cometa fu recuperata da James B. Gibson dall'Osservatorio di Monte Palomar situato in California, mentre i calcoli della nuova orbita eseguiti da Brian Marsden confermavano l'identificazione della cometa Schaumasse nell'immagine del 1976.
Sono attesi due incontri ravvicinati con la Terra nel 2026 (0,60 UA) e nel 2034 (0,77 UA) ed uno con Giove nel 2044 (0,48 UA).